# 아레나 페르남부쿠
아레나 페르남부쿠(포르투갈어: Arena Pernambuco)는 브라질 페르남부쿠주 헤시피의 위성도시 상 로렌수 다 마타에 위치한 경기장으로, 수용인원은 46,160명이다. 2014년 FIFA 월드컵 경기가 열릴 경기장으로 선정되었으며 2013년 5월 22일에 개장하였다.

## 2014 FIFA 월드컵 일정
| 날짜       | 시간 (UTC-3) | 팀 #1        | 결과         | 팀 #2      | 대회   | 관중   |
| ---------- | ------------ | ------------ | ------------ | ---------- | ------ | ------ |
| 2014-06-14 | 22:00        | 코트디부아르 | 2-1          | 일본       | C조    | 40,267 |
| 2014-06-20 | 13:00        | 이탈리아     | 0-1          | 코스타리카 | D조    | 40,285 |
| 2014-06-23 | 17:00        | 크로아티아   | 1-3          | 멕시코     | A조    | 41,212 |
| 2014-06-26 | 13:00        | 미국         | 0-1          | 독일       | G조    | 41,876 |
| 2014-06-29 | 17:00        | 코스타리카   | 1-1 (5-3 PK) | 그리스     | 16강전 | 41,242 |